# Tim Higgins
Timothy Raymond „Tim“ Higgins (* 7. Februar 1958 in Ottawa, Ontario) ist ein ehemaliger kanadischer Eishockeyspieler und -scout, der im Verlauf seiner aktiven Karriere zwischen 1975 und 1989 unter anderem 771 Spiele für die Chicago Black Hawks, New Jersey Devils und Detroit Red Wings in der National Hockey League (NHL) auf der Position des rechten Flügelstürmers bestritten hat.

## Karriere
Higgins verbrachte seine Juniorenzeit in seiner Geburtsstadt Ottawa. Dort war er in der Saison 1974/75 zunächst für die Ottawa Junior Senators in der Central Ontario Junior Hockey League (COJHL) aktiv, ehe er im Saisonverlauf von den Ottawa 67’s verpflichtet wurde, die am Spielbetrieb der Ontario Major Junior Hockey League (OMJHL) teilnahmen. Dort entwickelte sich der Flügelstürmer bis zum Ende der Spielzeit 1977/78 kontinuierlich und war in seinem dritten Jahr in der Liga mit dafür verantwortlich, dass die 67’s am Saisonende den J. Ross Robertson Cup gewinnen konnten. Bei der anschließenden Teilnahme am prestigeträchtigen Memorial Cup war er hinter Bobby Smith und Doug Wilson drittbester Scorer des Teams, das im Finalspiel den New Westminster Bruins unterlag. Im Sommer 1978 wurde der 19-Jährige nach Abschluss seiner Zeit im Juniorenbereich im NHL Amateur Draft 1978 an der zehnten Gesamtposition von den Chicago Black Hawks aus der National Hockey League (NHL) ausgewählt. Zuvor hatte er im Verlauf der regulären Saison erstmals die Marke von 100 Scorerpunkten geknackt.
Die Black Hawks holten den jungen Stürmer zur Saison 1978/79 umgehend in ihren erweiterten Kader und setzten ihn ab Dezember 1978, nachdem er einige Partien für das Farmteam New Brunswick Hawks in der American Hockey League (AHL) bestritten hatte, regelmäßig in der NHL ein. In seinem Rookiejahr sammelte er dabei 23 Punkte in 36 Einsätzen. In der Spielzeit 1979/80 absolvierte der Kanadier nahezu alle Saisonspiele als Stammspieler und blieb bis in das Spieljahr 1983/84 hinein dort. Dabei bestritt er in der Saison 1980/81 mit 59 Scorerpunkten sein bestes Jahr in der Liga; in der Folgespielzeit punktete er 50-mal. Im Januar 1984 wurde Higgins, der in den ersten 32 Saisoneinsätzen nur fünfmal Torbeteiligungen vorzuweisen hatte, im Tausch für Jeff Larmer zu den New Jersey Devils transferiert. Dort verbesserte sich seine Offensivausbeute wieder merklich, sodass er am Ende der Spielzeit 1984/85 48 Scorerpunkte erreicht hatte. Nach einem von Verletzungen und Krankheiten geprägten Spieljahr 1985/86 wurde der Angreifer im Juni 1986 zu den Detroit Red Wings abgegeben. Diese ließen dafür Claude Loiselle zu den Devils ziehen.
Bei den Red Wings verbrachte Higgins drei Spielzeiten, in denen er aber nicht mehr an seine vorherigen Leistungen heranreichen konnte. Nachdem er in der Saison 1988/89 zusätzlich für Detroits Kooperationspartner Adirondack Red Wings in der AHL aufgelaufen war, wurde er im April 1989 aus seinem laufenden Vertrag entlassen. Daraufhin beendete der 30-Jährige seine Karriere als Aktiver. Zwischen 1991 und 1993 war Higgins anschließend al Scout für die Ottawa Senators in der NHL tätig. Dieselbe Funktion führte er zwischen 1996 und 2003 bei seinem Ex-Team, den Chicago Blackhawks, aus.

## Erfolge und Auszeichnungen
- 1977 J.-Ross-Robertson-Cup-Gewinn mit den Ottawa 67’s

## Karrierestatistik
(Legende zur Spielerstatistik: Sp oder GP = absolvierte Spiele; T oder G = erzielte Tore; V oder A = erzielte Assists; Pkt oder Pts = erzielte Scorerpunkte; SM oder PIM = erhaltene Strafminuten; +/− = Plus/Minus-Bilanz; PP = erzielte Überzahltore; SH = erzielte Unterzahltore; GW = erzielte Siegtore; 1 Play-downs/Relegation; Kursiv: Statistik nicht vollständig)